# ميتش مارنر
ميتش مارنر (مواليد 5 مايو 1997) هو لاعب هوكي جليد كندي يلعب في نادي تورونتو ميبل ليفس في دوري الهوكي الوطني.